# اريكا كريمر
اريكا كريمر (بالألمانية: Erika Cremer )‏ (و. 1900 – 1996 م) هي كيميائية، وفيزيائية، وأستاذة جامعية ألمانية، ولدت في ميونخ، توفيت في إنسبروك، عن عمر يناهز 96 عاماً.

## التعليم
تعلمت في جامعة هومبولت في برلين، وتحصلت منها على شهادة التأهل للأستاذية، ودكتوراة في الفلسفة.

## جوائز
حصلت على جوائز منها:
- Bunsen Medal ‏ (1979)
- جائزة إرفين شرودنغر (1970)
- ميدالية ويلهلم إكسنر  [لغات أخرى]‏ (1957).